# 社稷小学校
社稷小学校（サジクしょうがっこう）は、大韓民国釜山広域市東萊区にある公立小学校。

## 概要
韓国においては初等学校という日本と同じ初等教育の6年間で6-12歳までの義務教育である（日本と同じ6・3制）。

## 沿革
- 1977年9月1日 - 開校[1]